# Eudarcia oceanica
Eudarcia oceanica is een vlinder uit de familie van de Meessiidae. Deze soort is voor het eerst wetenschappelijk beschreven door Maik Bippus in een publicatie uit 2020.
De soort komt voor in Réunion en Mauritius.